# Edward Irving

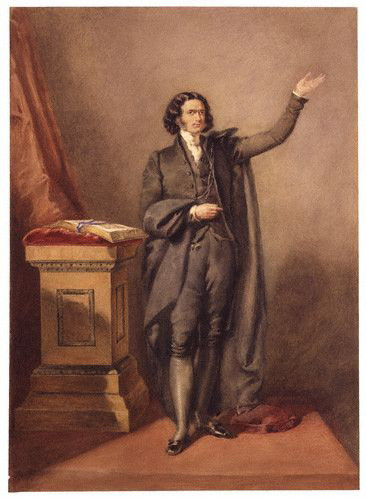
Edward Irving

Edward Irving (Annan (Annandale, Dumfries and Galloway, Schotland), 4 augustus 1792 - Albury, 7 december 1834) was een geestelijke in de Church of Scotland. Hij wordt vrij algemeen (maar onterecht) beschouwd als de stichter van de Katholiek Apostolische Kerk.

## Jeugd en studietijd
Irving werd geboren in Annan, Dumfriesshire, als zoon van een leerlooier. Vanaf zijn dertiende bezocht hij de universiteit van Edinburgh, waar hij in 1809 zijn M.A. (Master of Arts) behaalde. Terwijl hij zich vervolgens toelegde op zijn theologiestudie, was hij vanaf 1810 als werkstudent schoolmeester in Haddington, waar hij onder andere les gaf aan Jane Welsh, die later trouwde met de historicus en auteur Thomas Carlyle. In 1812 verruilde hij zijn baan in Haddington voor een soortgelijke in Kirckaldy en verloofde hij zich met de domineesdochter Isabella Martin, die hij in 1823 trouwde. Zijn preeklicentie ontving hij in 1815. In 1818 gaf hij zijn schoolmeesterschap op, vestigde zich in Edinburgh en pas in 1819 werd hij benoemd als assistent van de bekende Thomas Chalmers in de parochie van St. John te Glasgow. Zijn stijl van preken werd daar maar door weinigen op prijs gesteld (te veel 'grandeur'), maar onder de armen van Glasgow was hij een geliefde verschijning, die overal waar hij binnenkwam de vrede over het huis uitsprak en de kinderen zegende.

## Zijn opkomst in Londen
Omdat een eigen gemeente lang op zich liet wachten, maakte hij ten slotte plannen om als zendeling naar het buitenland te gaan, maar werd op het laatste moment uitgenodigd door de Caledonian church in de wijk Hatton Garden te Londen om daar als predikant te komen werken. Hoewel men zijn salaris niet kon garanderen – de gemeente telde door langdurig verval nog slechts 50 leden - werd hij er in juli 1822 geordend.
Toen kort daarop door minister Canning in het House of Commons van het Britse Parlement een opmerking werd gemaakt over Irvings welsprekendheid, werd hij in korte tijd razend populair onder de 'upper class', tot in het koningshuis aan toe. Omdat de kerk in Hatton Garden spoedig te klein was, werd er – vooral door financiële steun van een aantal anglicaanse (!) vrienden van Irving – een nieuwe kerk gebouwd op Regent Square, die in 1827 gereed kwam.

## Thema's van Irvings prediking
Een van de belangrijkste thema's van Irvings preken was de wederkomst van Christus (de tweede Advent), onder andere in een serie lezingen in de bomvolle kathedraal te Edinburgh in de zomer van 1828 over de Openbaring. Hierin was hij sterk beïnvloed door James Hatley Frere voor wat betreft zijn opvattingen over het Duizendjarig rijk en toen hij een boek las van de jezuïet Lacunza, die schreef onder het Joodse pseudoniem Juan Josafat Ben-Ezra, leerde hij Spaans en publiceerde er een Engelse vertaling van in 1827, met een voorwoord van enkele honderden bladzijden. Daarnaast leidden zijn opvattingen over de waarachtige menswording van Christus tot heftige tegenstand in de Schotse Kerk, waar men destijds van oordeel was dat Christus geboren was in het vlees van Adam van vóór de zondeval. Hierop had Irving gereageerd met de vraag wat voor zin het had voor de verlossing van de mens als Christus niet in ons zondige vlees geboren was. Hoewel Irving nimmer beweerd heeft dat Christus gezondigd had of tot zonde verleid kon worden, werd hem dit door zijn tegenstanders wel verweten. Hij had namelijk wel de dubieuze term "het zondige vlees" van Christus gebruikt. Deze mening zou hij volgens critici van Carlyle, een ex-unitariër, hebben ontvangen. Zijn opvattingen vertoonden sterke gelijkenis met die van John McLeod Campbell en Irving preekte tijdens zijn rondreizen in Schotland (1827-1829) ook dat Christus in principe voor alle mensen gestorven was en niet alleen voor een klein groepje uitverkorenen, zoals de Schotse Kerk destijds in haar opvattingen over de predestinatie stelde.

## Geestesgaven in Schotland en Londen
Vanaf 1826 nam Irving deel aan de Albury-conferenties, die door Henry Drummond in Albury Park (Surrey) georganiseerd werden om de Bijbelse profetieën over de wederkomst en het einde der tijden te bestuderen. Hoewel Irving wel verwachtte dat er bij de wederkomst opnieuw een uitstorting van de Heilige Geest zou plaatsvinden, was hij van mening dat het voorlopig nog niet zover was. Hij was dan ook geen voorstander van gebeden om de uitstorting van de Heilige Geest, waartoe door de Anglicaanse priester James Haldane Stewart in pamfletten was opgeroepen.
Pas nadat in 1830 berichten uit Schotland de Albury-conferentie bereikten dat daar geestesgaven tot openbaring waren gekomen en dit ook vanaf april 1831 te Londen gebeurde, besloot Irving de gaven en begiftigde personen in zijn omgeving nauwgezet te onderzoeken, omdat hij dit tot zijn plicht als geestelijke rekende. Toen hij eenmaal tot de conclusie was gekomen dat het hier werkelijk om de Bijbelse gave van profetie ging, liet hij toe dat er ook in bidstonden in zijn consistorie om deze gaven gebeden werd. Hij liep dus beslist niet voorop in deze ontwikkelingen, maar werd uiteindelijk een van de weinigen die als beschermer van de begiftigde personen optrad, terwijl dezen in de Anglicaanse Kerk, en bij de Presbyterianen, Congregationals (Vrij Evangelisch), Baptisten en Quakers, slechts sterke tegenstand in predicaties ontmoetten en sympathiserende voorgangers werden afgezet en uitgeworpen.
In oktober 1831 braken in Irvings kerk de geestesgaven ook door in de erediensten, wat grote opwinding in de toenmalige pers veroorzaakte. De Times schreef dat de profeterende personen (onder wie familie van parlementsleden en andere hoog ontwikkelde personen, over wie vriend en vijand het eens waren dat er op de christelijke levenswandel van deze personen niets aan te merken viel!) in dwangbuizen naar het gekkenhuis moesten worden afgevoerd. In mei 1832 leidde een aanklacht van een invloedrijk deel van de Trustees (kerkbeheerders) tegen Irving tot een schijnproces waarin hem niet werd toegestaan zich op de Bijbel te beroepen. Hij werd direct na de veroordeling met zijn gemeente buiten de speciaal voor hem gebouwde kerk op Regent Square gesloten. Er bleven slechts enkele tientallen leden achter. Na een periode van enkele maanden waarin ook diensten in de open lucht op Londense pleinen en in parken werden gehouden, betrokken ze met 800 vaste communicanten een gebouw in Newman Street.
Alle ontwikkelingen werden voor het presbyterium van Annan (dat hem ook had aangesteld), aanleiding om hem (vooral op basis van zijn vermeende ketterse opvattingen over Christus) in maart 1833 het ambt van de Schotse kerk te ontnemen.

## Een apostolische gemeente
Tegen Pasen 1833 werd Irvings gemeente op profetische aanwijzingen ingericht tot een apostolische gemeente met 6 priesterlijke oudsten en helpers, een profeet, een evangelist en een herder en 7 diakenen, waarbij Irving geroepen werd tot haar 'engel' (vgl. Openbaring 2 en 3).
Irving stierf anderhalf jaar later in Glasgow, op 7 december 1834. De gemeente in Newmanstreet speelde een centrale rol in de Katholiek Apostolische Kerk, hoewel deze naam pas in 1847 zou worden aangenomen.

## Voorloper van de Pinkster- en charismatische beweging?
In sommige publicaties wordt Irving tegenwoordig gepresenteerd als voorloper van de pinkstergemeenten en charismatische beweging, waar men glossolalie veelal beschouwt als (positief) teken van de geestesdoop. Weliswaar klonk ook in de aanloopperiode van het apostolische werk in de 19e eeuw op beperkte schaal profetie in onverstaanbare taal, gewoonlijk gevolgd door een veel langer gedeelte in de landstaal. Maar onverstaanbare taal werd er (naar aanleiding van de opmerkingen van apostel Paulus in 1 Kor. 14) beschouwd als een tot de algemene kerk gericht (negatief) teken van oordeel (op basis van 1 Kor. 14:21-22 waarin Paulus verwijst naar Deut. 28:49 en Jes. 28:11-12) wegens heersend ongeloof in de Zich openbarende Heilige Geest. Toen degenen die net als Irving buiten de bestaande kerken waren gezet, eenmaal werden verenigd in apostolische gemeenten, verdwenen ook de uitingen in onverstaanbare taal geleidelijk. Glossolalie wordt tegenwoordig in de meeste apostolische kerken waar men nog profetie kent, afgewezen en profetie in vreemde taal dient gevolgd te worden door een verklaring in de landstaal. Wanneer deze niet volgt, kan erom gebeden worden.

## Verder lezen
- Gordon Strachan, The Pentecostal Theology of Edward Irving; Londen, 1973.
- Dallimore, Arnold, The Life of Edward Irving, the Fore-runner of the Charismatic Movement,  Edinburgh, The Banner of Truth Trust, 1983. ISBN 0-851-51369-7, (188pp).
- Stunt, Timothy C.F., From Awakening to Secession, Radical Evangelicals in Switzerland and Britain 1815-35,  Edinburgh, T & T Clark, 2000. ISBN 0-567-08719-0, (402pp).
- Whitley, H.C., De verblinde adelaar - Een inleiding op het leven en onderwijs van Edward Irving; vert. in Nederlands door R.A. van Markus, met voor-en nawoord bij kerkvernieuwing, 2012. ISBN 978-94-6206-055-5 (140pp)

- Gemeinsame Normdatei: 117204447
- International Standard Name Identifier: 0000 0001 2128 5269
- Library of Congress Control Number: n83057080
- Nationale Bibliotheek van Tsjechië: jo20251256204
- Nationale bibliotheek van Australië: 35325704
- Nationale Bibliotheek van Israël: 987007263113105171
- Nederlandse Thesaurus van Auteursnamen: 100808727
- SNAC: w6d5175s
- Système universitaire de documentation: 142669571
- Trove: 201513
- Union List of Artist Names: 500257708
- Virtual International Authority File: 37687636
- WorldCat: E39PBJgXfgHMw3rPmMcYwVMdcP